# Fernando Teixeira dos Santos

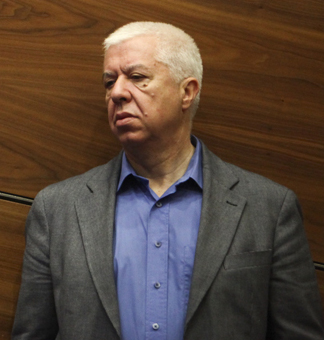
Fernando Teixeira dos Santos

Fernando Teixeira dos Santos (* 13. September 1951 in Moreira bei Porto, Portugal), in portugiesischen Medien meist nur Teixeira dos Santos, ist ein portugiesischer Politiker der Sozialistischen Partei und war von 2005 bis zum 20. Juni 2011 Finanzminister in der Regierung Sócrates.

## Leben
Fernando Teixeira dos Santos wuchs in der Gemeinde Moreira des Kreises Maia nahe Porto auf. Er absolvierte seine schulische Ausbildung am Liceu Normal de D. Manuel II in Porto. 1973 schloss er sein Studium der Wirtschaftswissenschaften an der Universität Porto ab. In den darauf folgenden Jahren war er vornehmlich an der Universität Porto als Assistent tätig, bis er 1986 dort promoviert wurde. Zuvor hatte er 1985 seinen PhD an der University of South Carolina mit der Dissertation „Essays on Portuguese Monetary Economics“ absolviert. Bis 1995 lehrte er weiterhin Wirtschaftswissenschaften in Porto.
1995 berief der ihn der portugiesische Finanzminister António Sousa Franco unter der Regierung des Sozialisten Guterres zum Staatssekretär. Zwischen 2000 und 2005 leitete Teixeira dos Santos die Comissão do Mercado de Valores Mobiliários, die portugiesische Börsenaufsicht.
2005 berief der im gleichen Jahr neu gewählte Premierminister José Sócrates Fernando Teixeira dos Santos zum neuen Finanzminister und zu einem der drei Staatsminister. Sein Vorgänger, Luís Campos e Cunha, der nur gut vier Monate im Amt war, trat aus familiären Gründen zurück. Als Finanzminister steht Teixeira dos Santos neben dem Premierminister Sócrates und Außenminister Amado aufgrund der wirtschaftlichen Lage Portugals oft im Mittelpunkt der portugiesischen Berichterstattung. 2007, während der EU-Ratspräsidentschaft Portugals, leitete er die EU-Finanzministerrunde.
Teixeira dos Santos erhielt verschiedene Auszeichnungen und Preise, darunter 2005 den Großorden des Infante D. Henrique (Grande Oficial da Ordem do Infante D. Henrique) und im Mai 1998 den Distinguished Alumnus Award der Darla Moore School of Business der University of South Carolina.
Fernando Teixeira dos Santos ist verheiratet und hat zwei Kinder.